# Friends (мікстейп)
Friends — спільний мікстейп американського репера Lil Peep і Yunggoth, який було випущено 5 листопада 2021 року. Є компіляцією спільних пісень двох артистів.
В підтримку виходу мікстейпа було випущено раніше не виданий відеокліп на пісню Cocaine Shawty, який був знятий ще у 2016 році.

## Історія
«Густав жив з Yunggoth багато місяців - у Денвері, Пасадіні, Скід Роу, Ехо Парку і Лондоні (недовго). Протягом усього цього часу Ґас говорив про нього мені та нашій родині лише позитивні речі. Насправді, коли Гас був удома у вересні 2016 року, він купив опудало єдинорога з монограмою і дав мені вказівки, як відправити його поштою, щоб Yunggoth отримав його. Луїс був невід'ємною частиною життя Гаса. Було видно, що Гас дуже піклувався про нього. Я рада, що можу випустити цей тритрековий проект, який показує початок, середину і останню частину їхньої співпраці і дружби» — заява мами Густава на його інстаграм-сторінці.

## Трекліст
| #    | Назва            | Продюсер | Тривалість |
| ---- | ---------------- | -------- | ---------- |
| 1.   | «Cocaine Shawty» | Trashcat | 3:48       |
| 2.   | «Coke»           | Slight   | 2:23       |
| 3.   | «Lick»           | FRDM     | 2:16       |
| 8:27 |                  |          |            |